# Karl Robert von Nesselrode
Karl Robert von Nesselrode, född den 14 december 1780 i Lissabon, död den 23 mars 1862 i Sankt Petersburg var en rysk greve och statsman.

## Biografi
von Nesselrode tillhörde en från Rhentrakten härstammande tysk grevlig släkt. Hans fader var vid tiden för sonens födelse Rysslands sändebud i Portugal. Den unge von Nesselrode trädde först i militärtjänst, men övergick snart till diplomatin. Han blev 1807 legationsråd vid ryska beskickningen i Paris och var från 1812, om än länge blott med titeln statssekreterare, den verklige chefen för ryska utrikesdepartementet.
Till hans hastiga avancemang, som förargade de mot utlänningar ovilliga gammalryssarna, ansågs ha bidragit hans gifte med finansministern greve Dmitri Gurjevs dotter. Alexander I fann i von Nesselrode en förträfflig medhjälpare, som utan någon besvärande självständighet alltid var beredd att med stor formell skicklighet utföra sin herres planer. 
De framgångar, som den ryska politiken vann under kampen mot Napoleon I (1812-15), gjorde kejsarens förtroende för von Nesselrode fast; under Wienkongressen, där han var en av Rysslands delegerade, och de följande stormaktskongresserna (den så kallade Heliga alliansens tid) blev han allt oumbärligare för sin härskare, då han skickligt förstod att trots meningsbrytningar bevara ett gott förhållande till kontinentalmakternas statsmän och diplomater.
När det grekiska frihetskriget påbörjades, syntes den försiktige von Nesselrode på väg att undanträngas av greken Kapodistrias, som ivrade för en mer energisk orientpolitik, men Alexander förmåddes av sin ovilja mot revolutionära rörelser, särskilt de samtidigt i Spanien pågående, att 1822 åtminstone interimistiskt bryta med Kapodistrias.
Efter Alexanders död blev von Nesselrode genom flit och formsäkerhet samt förmåga att smidigt anpassa sig efter sin nye härskares åskådningar lika oumbärlig för tsar Nikolaj. 1829 utnämndes han till vicekansler och 1844 till rikskansler.
I allmänhet torde hans politiska önskningar mycket väl överensstämt med Nikolaus i riktning att bevara ett gott nära förhållande med grannarna Österrike och Preussen samt att bekämpa alla uppstickande frihetsrörelser, så särskilt under de kritiska åren 1848 och 1849.
I den betydelsefulla orientpolitiken har von Nesselrode varit blott och bart ett verktyg. Personligen litade han mest på Rysslands under fredliga former långsamt stegrade inflytande inom Turkiet och ansågs vid början av Krimkriget ha avstyrkt aggressiva åtgärder, men officiellt och under förhandlingarna företrädde han helt och hållet tsar Nikolaj mer offensiva meningar.
Efter Parisfreden 1856 nedlade von Nesselrode ledningen av utrikesärendena, men fick plats i riksrådet, med bibehållande av rikskanslersvärdigheten. Hans självbiografi publicerades 1866. Hans brevväxling med greve Pozzo di Borgo 1814-18 utgavs 1890-97 i 2 band och Lettres et papiers du chancelier comte de Nesselrode 1760-1850 utgavs i 4 band 1904-06 av A. de Nesselrode.

## Utmärkelser
- Riddare av Helgeandsorden
- Hederslegionen
- Helgeandsorden
- Guelferorden
- Württembergska kronorden
- Badiska husorden Fidelitas
- Leopoldsorden
- Elefantorden
- Kungliga Nordstjärneorden
- Sankt Mauritius och Sankt Lazarusorden
- Kungliga Serafimerorden
- Annunziataorden
- Karl III:s orden
- Sankt Ferdinands Förtjänstorden
- Sankt Stefansorden
- Sankt Alexander Nevskij-orden
- Riddare av Gyllene skinnets orden
- Svarta örns orden
- Vita örnens orden
- Riddare av Mikaelsorden
- Riddare av Sankt Alexander Nevskij-orden
- Gyllene skinnets orden
- Sankt Annas orden, första klass
- Sankt Vladimirs orden, första klassen
- Storkorset av Karl III:s orden
- Sankt Vladimirs orden, andra klassen
- Första klassen av Röda örns orden
- Andreasorden
- Sankt Georgs heliga militära konstantinska orden

[Redigera Wikidata]